# Schwarzenbek
Schwarzenbek (en baix alemany Swattenbeek) és una ciutat al districte de Ducat de Lauenburg a Slesvig-Holstein a Alemanya. El 31 de desembre de 2012 tenia 15060 habitants sobre una superfície d'11,56 km². També és la seu administrativa de l'amt Schwarzenbek Land, tot i que no hi aparteneix.

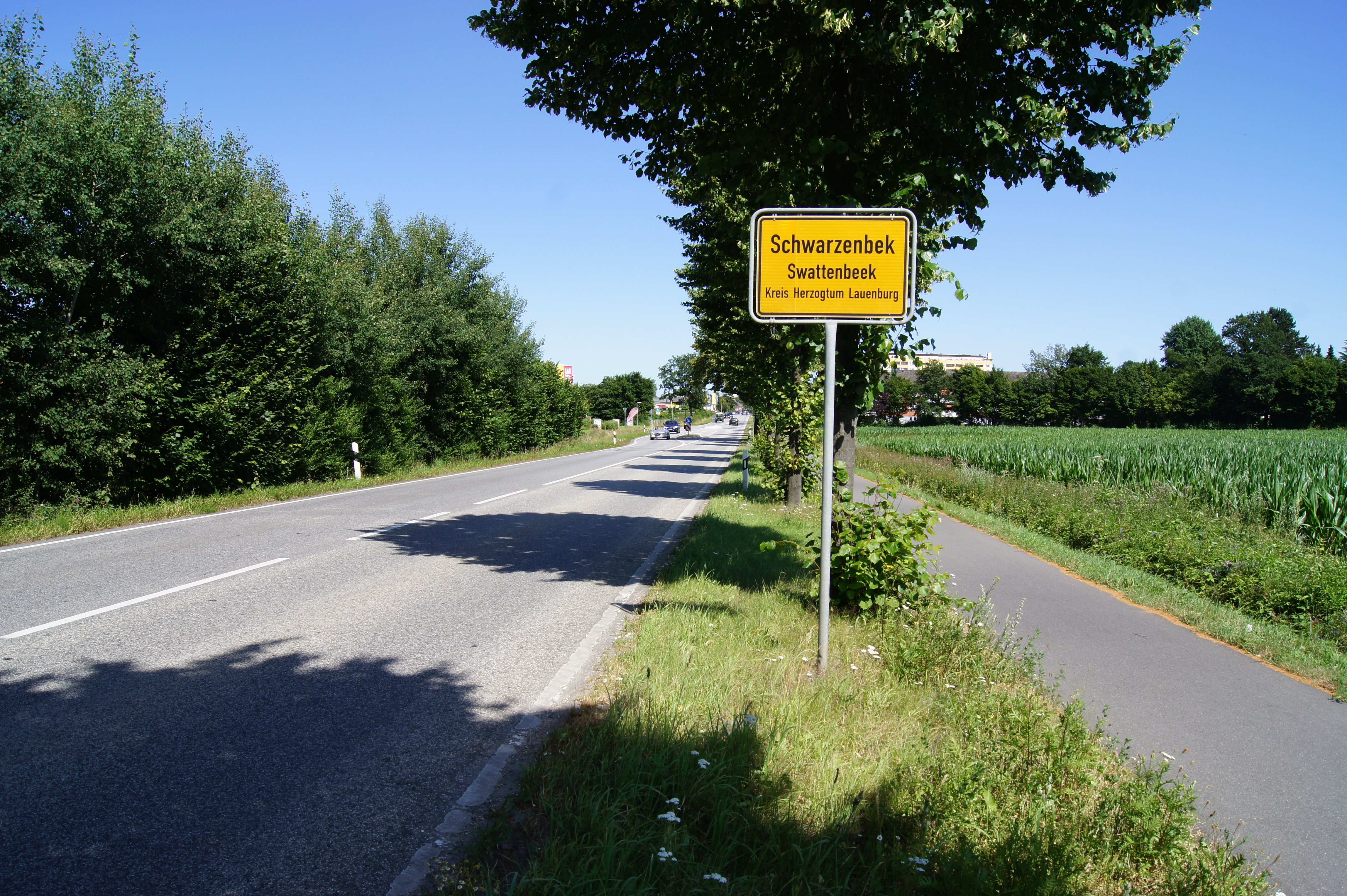
Rètol Bilingüe

La ciutat es troba a l'avantguarda pel retorn dels rètols bilingües a l'entrada de la ciutat. Des del 2008, totes van ser reemplaçats, després d'un referèndum que va triar entre l'ortografia baix alemanya Swartenbeek (històric) i Swattenbeek (pronuncia local). La població va optar pel segon.

## Geografia
Es troba en una zona de petites valls i turons formada per a tota una sèrie de rius iu rierols de la conca del Bille: el Schwarze Au i els seus afluents Linau, Schwarze Beke, Moorgraben, Bölkau, Linau i Jordangraben. Es troba a la línia del ferrocarril Hamburg-Berlín, que des del 1846 va contribuir al desenvolupament econòmic de la localitat. Al nord-oest el Sachsenwald (Bosc dels Saxons), el bosc contingu més estès de l'estat. És envoltat dels municipis rurals de Grove, Grabau, Kollow, Gülzau i Brunstorf.

## Història
L'assentament va crear-se el 1292 pels Senyors Wolf to Swarten Beke que van desboscar i transformar en terra de conreu un troç del Sachsenwald, que aleshores formava la frontera entre les saxons i els eslaus. Van construir un burg, el Marienburg que també servia de refugi per a la població durant les invasions. Quan la nissaga va extingir-se un segle més tard, el feu escaigué a la nissaga dels Saxònia-Lauenburg.
A l'inici del segle xvii va crear-se l'amt Schwarzenbek, com a centre administratiu d'uns 22 pobles i el Bosc dels Saxons. De 1689 al congrés de Viena del 1815 pertanyia al Regne de Hannover i doncs a la corona d'Anglaterra. El congrés atogà el territori a la corona danesa. Després la Guerra dels Ducats el 1864 va esdevenir part de la província prussiana de Slesvig-Holstein.
Els danesos van començar a investir en la infraestructura amb la construcció del ferrocarril Berlin-Hamburg i les carreteres Berlin-Hamburg i Schwarzenbek-Mölln el que va fer del nucli un nus important. De 1850 fins a 1900 la població va més que doblejar (de 500 a 1200 habitants). Després de la Segona Guerra Mundial va accollir molts alemanys expulsats del territoris perduts enllà de la Línia Oder-Neisse. El 1953 va obtenir els drets de ciutat.

## Llocs d'interès
- El jutjat de l'Amt (Amtsrichterhaus), seu de l'antic jutge de l'Amt, construït d'entramat de fusta entre 1765-1767, llistat el 1982 i transformat en centre cultural. Les exposicions de caràcter supraregional d'artistes com Christian Modersohn, Harald Duwe, Günter Grass, Vicco von Bülow, Heinrich Vogeler, A. Paul Weber i Klaus Staeck van contribuir al resplendor del lloc.
- L'església neogòtica (1895) dedicada a Francesc d'Assís, que reemplaça un temple d'entramat de fusta del 1765. Conté unes pintures de temes religioses destacables.
- La reserva natural del Sachsenwald.

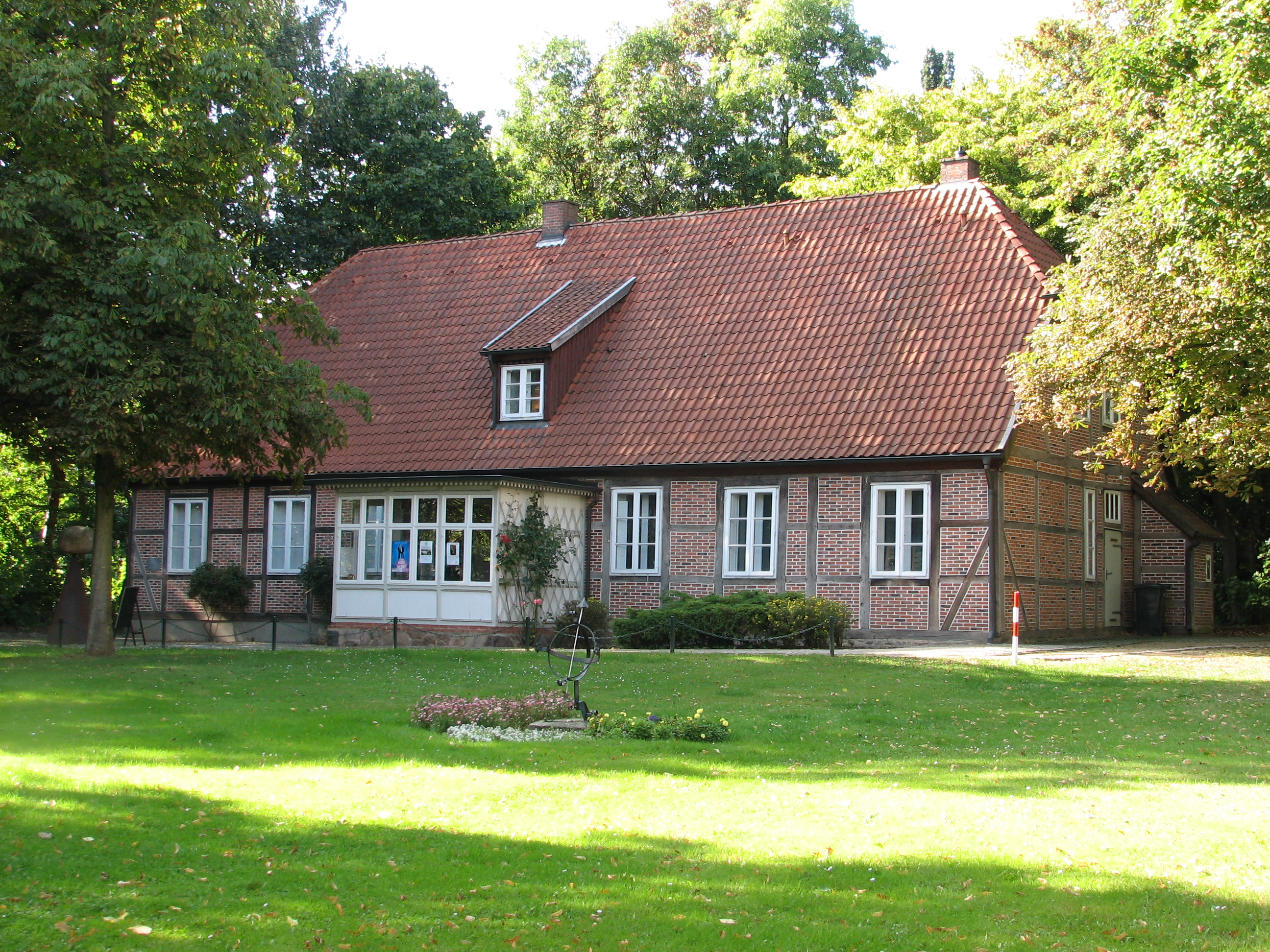
Centre cultural a l'antic Jutjat de l'Amt (Amtsrichterhaus)
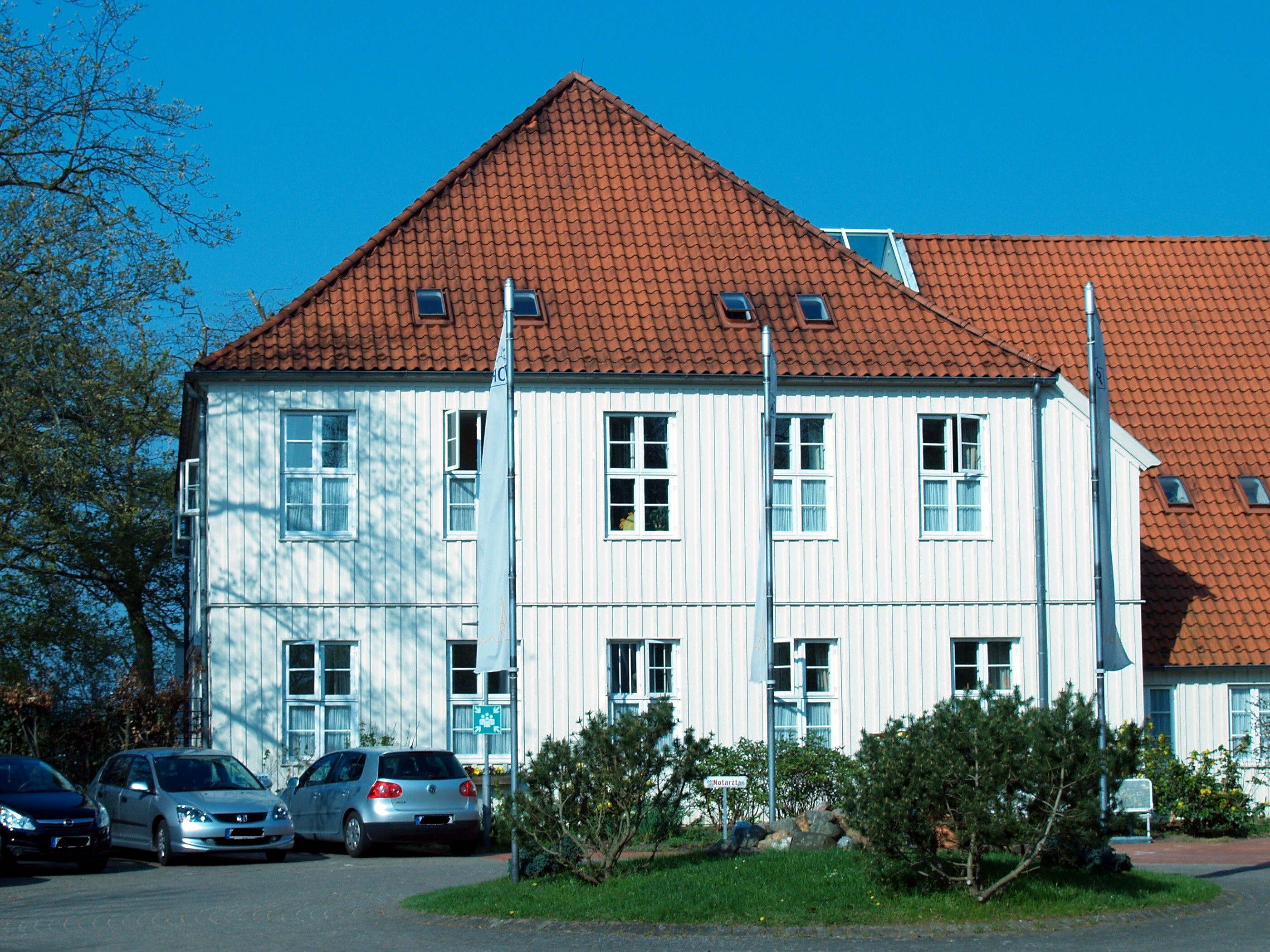
Antiga seu administrativa de la gestió del bosc
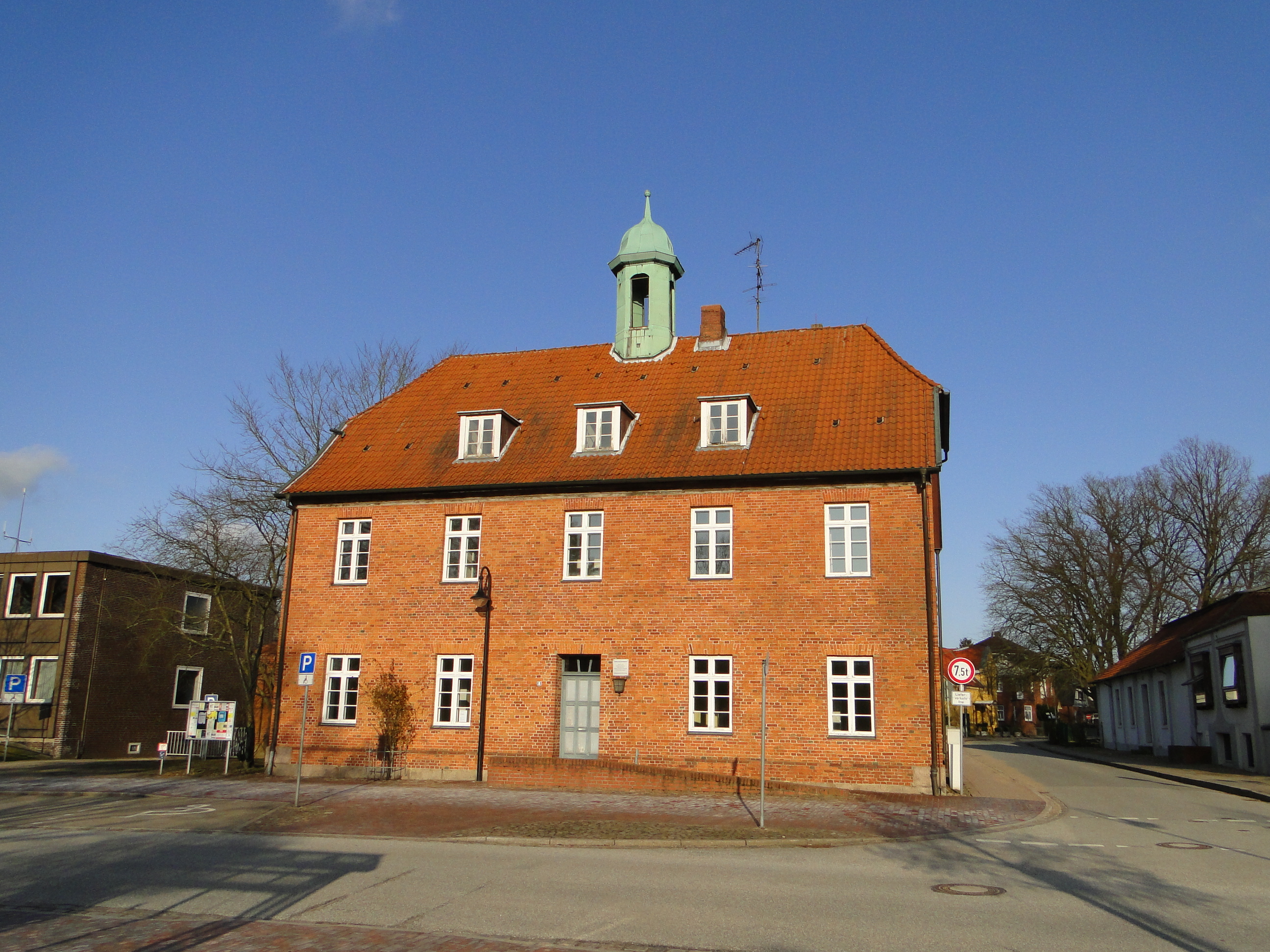
Casa de la ciutadania
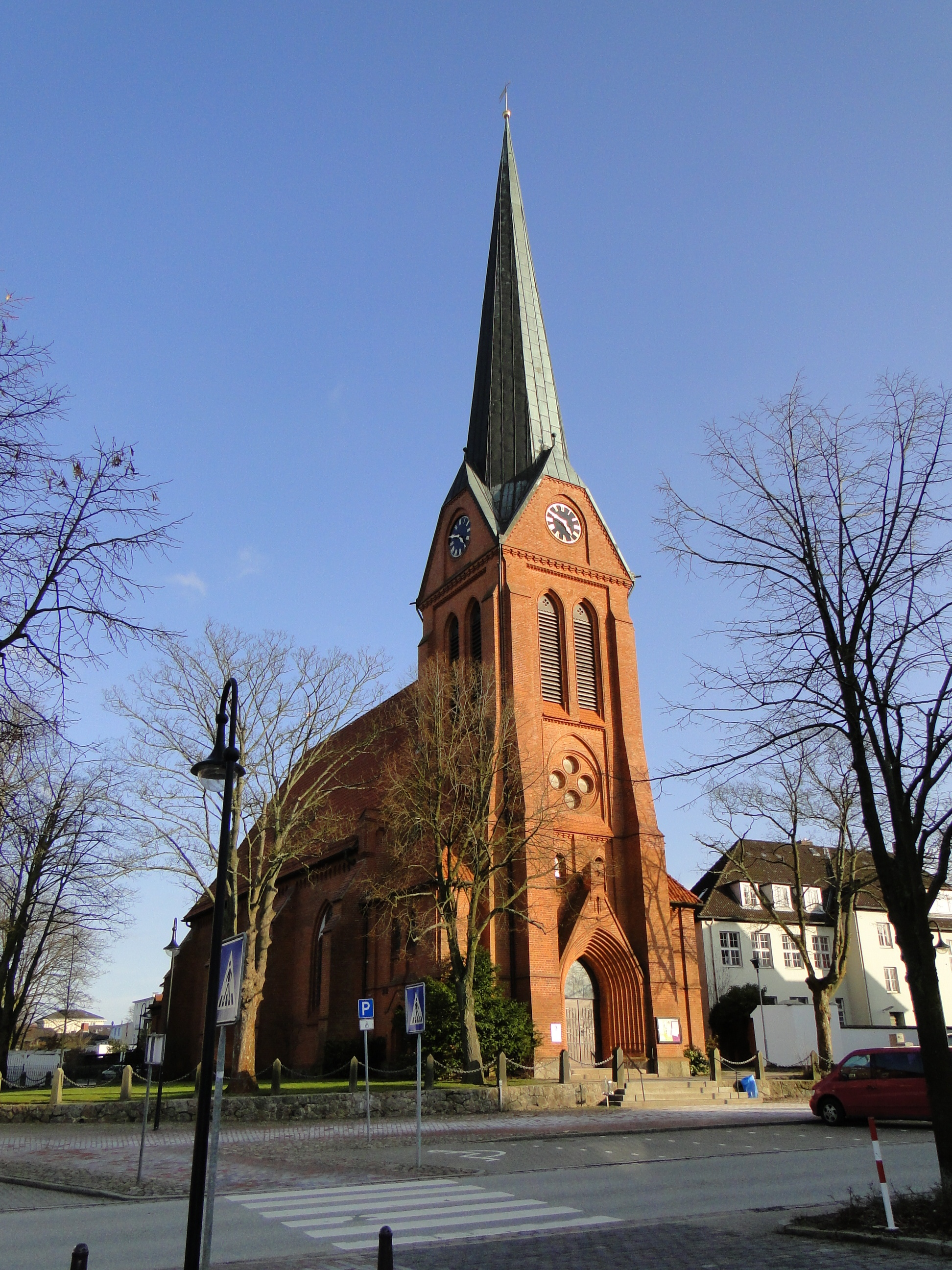
Església de Francesc d'Assís

## Ciutats agermanades
- Aubenàs (França)
- Sierre (Suiça)
- Zelzate (Bèlgica)
- Delfzijl (Països Baixos)
- Cesenatico (Itàlia)